# Monument la mormântul comun al ostașului căzut în 1944 (Zăzulenii Vechi)
Monumentul la mormântul comun al ostașului căzut în 1944 este un monument amplasat în Zăzulenii Vechi, raionul Ungheni, Republica Moldova. Este un monument istoric de importanță națională inclus în Registrul monumentelor Republicii Moldova ocrotite de stat cu nr. 1719 (raionul Ungheni). Datează din 1976.